# Карюк Геннадій Васильович
Геннадій Васильович Карюк — радянський, український і російський кінооператор i кінорежисер. Заслужений діяч мистецтв України (2002). Заслужений діяч мистецтв Росії (2005). Лауреат кінопремії «Ніка» (за 2015 рік).

## Життєпис
Народ. 22 лютого 1937 р. в с. Катеринівка Харківської обл. в родині службовців. Закінчив операторський факультет Всесоюзного державного інституту кінематографії (1965).
З 1965 р. — оператор Одеської кіностудії художніх фільмів. Член Спілки кінематографістів України.
1985 р. виїхав до Москви.
Родина:
- Син: Карюк Олександр Геннадійович (1964—2020) — російський оператор-постановник, художник-постановник[3].

## Фільмографія
- «Товариш пісня» (1966, 2-й оператор у співавт.)

Оператор-постановник:
- «Короткі зустрічі» (1967, реж. Кіра Муратова, Одеська кіностудія)
- «Від снігу до снігу» (1968, Одеська кіностудія)
- «Випадок зі слідчої практики» (1968, Одеська кіностудія)
- «13 доручень» (1969, Одеська кіностудія)
- «Довгі проводи» (1971, реж. Кіра Муратова, Одеська кіностудія)
- «Сутичка» (1972, Одеська кіностудія)
- «Зустрічі та розставання» (1973, у співавт.)
- «Контрабанда» (1974, у співавт., Одеська кіностудія)
- «Мої любі» (1975, Одеська кіностудія. Головний приз «Робітничої газети» НІ республіканського кінофестивалю «Людина праці на екрані», Жданов, 1975)
- «Тимур і його команда» (1976, т/ф, 2 с, Одеська кіностудія)
- «Чарівний голос Джельсоміно» (1977, т/ф, 2 а, Одеська кіностудія)
- «Особливо небезпечні...» (1979, Одеська кіностудія)
- «Діалог з продовженням» (1980, Одеська кіностудія)
- «Третій вимір» (1981, Одеська кіностудія)
- «Дій за обставинами!..» (1984)
- «Сезон чудес» (1985, Одеська кіностудія)
- «Матрос Железняк» (1985, Одеська кіностудія)
- «Минуле повернути» (1988)
- «Мій театр» (1989, фільм-концерт; у співавт.)
- «Ночувала хмаринка золота...» (1989)
- «Нелюд» (1990)
- «Невідстріляна музика» (1990)
- «Арбатський мотив» (1990)
- «Жінка: варіант долі» (1991)
- «За останньою межею» (1991, у співавт. з О. Карюком)
- «Нескінченність» (1991, за участю, у співавт.)
- «Чутливий міліціонер» (1992, реж. Кіра Муратова)
- «Маленькі чоловічки Більшовицького провулка, або Хочу пива» (1993)
- «Захоплення» (1994, реж. Кіра Муратова, Україна)
- «Орел і решка» (1995, реж. Георгій Данелія
- «Три історії» (1997, реж. Кіра Муратова)
- «День повного місяця» (1998)
- «Лист до Америки» (1999, к/м;  реж. Кіра Муратова, Україна)
- «Живий Пушкін» (1999, документальний)
- «Де вешталася Липа?» (1999, короткометражний)
- «Чек» (2000, у співавт.)
- «Фортуна» (2000, реж. Георгій Данелія
- «Другорядні люди» (2001, реж. Кіра Муратова)
- «Гра в модерн» (2002, у співавт. з Ю. Клименком)
- «З ніг на голову» (2003)
- «Прощання у червні» (2003, у співавт. з О. Карюком)
- «Новорічний романс» (2003)
- «Легенда про Костія, або У пошуках тридесятого царства» (2004)
- «Настроювач» (2004, реж. Кіра Муратова)
- «Рік коня — сузір'я Скорпіона» (2004, у співавт.)
- «Довідка» (2004, короткометражний; реж. Кіра Муратова)
- «Травень» (2005, у співавт. з О. Карюком)
- «Доктор Живаго» (2006, у співавт. з О. Карюком; реж. О. Прошкіна)
- «Нізвідки з любов'ю, або Веселий похорон» (2007, у співавт. з О. Карюком)
- «Джоконда на асфальті» (2007, у співавт.)
- «Живи і пам'ятай» (2008, у співавт. з О. Карюком; реж. О. Прошкін)
- «Савва» (2008, т/ф; у співавт. з О. Карюком)
- «Пасажирка » (2008, у співавт. з Ю. Клименком; реж. Станіслав Говорухін
- «Диво» (2009, у співавт. з О. Карюком; реж. О. Прошкін)
- «На сонячній стороні вулиці» (2019, у співавт. з О. Карюком і Б. Юлдашевим)
- «Спокута» (2011, реж. О. Прошкін)
- «Таємниця темної кімнати» (2014, у співавт. з О. Карюком
- «Кінець прекрасної епохи» (2015) та ін.

Режисер-постановник:
- «У нас новенька» (1977, Одеська кіностудія)
- «Діалог з продовженням» (1980, Одеська кіностудія)
- «Тепло рідного дому» (1983, Одеська кіностудія)
- «Мій театр» (1989, фільм-концерт про театр співачки Олени Камбурової)
- «Біси» (2006, телесеріал, у співавт.)

Сценарист:
- «Мій театр» (1989, фільм-концерт; у співавт.)